# Municipio de Lincoln (condado de Spink)
El municipio de Lincoln (en inglés: Lincoln Township) es un municipio ubicado en el condado de Spink en el estado estadounidense de Dakota del Sur. En el año 2010 tenía una población de 241 habitantes y una densidad poblacional de 2,61 personas por km².

## Geografía
El municipio de Lincoln se encuentra ubicado en las coordenadas 44°46′3″N 98°16′37″O / 44.76750, -98.27694. Según la Oficina del Censo de los Estados Unidos, el municipio tiene una superficie total de 92.33 km², de la cual 91,49 km² corresponden a tierra firme y (0,9 %) 0,83 km² es agua.

## Demografía
Según el censo de 2010, había 241 personas residiendo en el municipio de Lincoln. La densidad de población era de 2,61 hab./km². De los 241 habitantes, el municipio de Lincoln estaba compuesto por el 100 % blancos. Del total de la población el 0 % eran hispanos o latinos de cualquier raza.